# سلامة الزيد
سلامة عبد العزيز الزيد (12 يونيو 1959-) في محافظة القريات. إعلامي سعودي، تلقى تعليمه الابتدائي والمتوسط والثانوي فيها. حملت به والدته صفيه بنت عبد الله الثوينى في لبنان عندما كانت تزور والده الذي بقى في لبنان عامين للعلاج بلأمر من الملك سعود. بعد ذلك انتقل لمدينة الرياض والتحق بجامعة الملك سعود كلية الآداب قسم الإعلام وأنهى فيها دراسة البكالوريوس ثم الماجستير. ووجد نفسه يتجه للإعلام بحكم التخصص والرغبة التي بدأت مع الطابور الصباحي في المرحلة الابتدائية.

## مسيرته الإعلامية
بدأ مسيرته الإعلامية مراقب برامج في التلفزيون السعودي، وكاتباً بصحيفة المسائية لعدة أشهر، ثم اختاره رئيس تحرير جريدة الجزيرة خالد المالك مشرفاً على ملحق إعلام وكاتباً لافتتاحية الملحق، ثم ضمه لقائمة كتاب عمود هوامش صحفيه بمقال أسبوعى مع كبار الكتاب، وانسحب من الجريدة بعد استبعاد المالك من رئاسة التحرير بسبب نشره قصيدة د غازى القصيبي من المتنبى إلى سيف الدولة.
وفي1 جمادى الآخر 1435هـ صدر قرار رئيس هيئة الإذاعة والتلفزيون بتعيينه مديراً عاماً لاذاعة جدة، وتشمل البرنامج الثاني (إذاعة جدة) إاذاعة نداء الإسلام، وسعودي ردايو والإذاعات الموجهة.

## برامجه التلفزيونية
انطلقت تجربته البرامجية التلفزيونية وكان حينها مدير إدارة الإعداد والتبادل البرامجي بتقديم وإعداد برنامج المنوعات (أوراق ملونة)، وتبع ذلك عودة للصحافة عبر الاشراف على عدة صفحات في عكاظ ثم مشرفا على ملحق مجلة اليمامة الاعلامى والفنى في عهدها الذهبي.
عام 1407 عاود إطلالته التلفزيونية عبر برنامج من فكرته واعداده وتقديمه اسماه (مساء النجوم).
واصل بعدها برامجه السهرة الخليجية والسهرة العربية والسهرة المفتوحة ونال النخلة الذهبية عن سهرة (رحلة إلى الامس) في مهرجان الخليج وهي أول جائزة ينالها التلفزيون السعودي.
ثم أسندت له مهمة رئاسة تحرير مجلة التلفزيون المرئية واستمر حتى توقفت. ثم خاض تجربة فضائية مع شبكة (ART) فعاد وقدم مجموعة من البرامج أبرزها رحلة إلى الشاطئ الآخر، وضيف وقضية وقضية للمناقشه وغيرها.عاود بعدها برامجه للتلفزيون السعودي ب كشف حساب، والفرسان الذي قدمه من بيروت على الهواء طيلة شهر رمضان والعيد تخلل ذلك سهرات صيف أبها وليالى الجنادريه وهي مباشره لعدة ساعات.

## إذاعياً
شكل انتقاله للعمل في مدينة جدة تحولاً في طبيعة عمله من الإعلام المرئي إلى الاعلام المسموع، حيث كان له حضور في البرامج الإذاعية لإذاعة البرنامج الثاني الحكومية، وقدم العديد من البرامج أشهرها برنامج مباشر إف إم، أو ما يعرف ب صوتك وصل.
وأعد وقدم برنامج رحلة لا تنسى، والبرنامج المفتوح والبوصلة والثاني إف إم والخط الساخن، إضافة للبرامج السياسية ودندنه ونقاط على الحروف وليالى رمضان.

## الشعر
قدم من أشعاره برنامج (رعشة خفوق)، لم يتوقف عن كتابة عموده الصحفى (عود ثقاب).